# Lyssomanes velox
Lyssomanes velox là một loài nhện trong họ Salticidae.
Loài này thuộc chi Lyssomanes. Lyssomanes velox được Peckham & Wheeler miêu tả năm 1889.